# Xã Cortlandt, Quận Edmunds, South Dakota
Xã Cortlandt (tiếng Anh: Cortlandt Township) là một xã thuộc quận Edmunds, tiểu bang Nam Dakota, Hoa Kỳ. Năm 2010, dân số của xã này là 628 người.